# 斯皮登角
66°25′S 126°44′E / 66.417°S 126.733°E
斯皮登角（英語：Cape Spieden）是南極洲的海岬，位於威爾克斯地的波珀斯灣西岸，處於古迪納夫角東南面31公里，由美國海軍拍攝空中照片繪入地圖，現時由南極條約體系管理。